# 1. domobranski pehotni polk (Avstro-Ogrska)
Za druge 1. polke glejte 1. polk.
1. domobranski pehotni polk (izvirno nemško k.k. Landwehr Infanterie Regiment Nr. 1; dobesedno slovensko: Cesarsko-kraljevi deželnobrambovski pehotni polk št. 1) je bil pehotni polk avstro-ogrskega Domobranstva.

## Zgodovina
Polk je bil ustanovljen leta 1889. 

## Prva svetovna vojna
Polkovna narodnostna sestava leta 1914 je bila sledeča: 95% Nemcev in 5% drugih.
Naborni okraj polka je bil v dunajskem okrožju A, pri čemer so bile polkovne enote garnizirane tudi v tem mestu.

## Poveljniki polka
- 1898: Karl Jacobs von Kantstein[2]
- 1914: Alexander Dini[1]